# Július Kubík
Július Kubík (3. května 1940, Svit – 6. května 2013, Poprad) byl slovenský novinář, politik a neúspěšný kandidát na prezidenta Slovenské republiky v roce 2004.
V roce 1968 emigroval do Švýcarska, kde začínal jako řadový dělník, postupně pracoval jako letecký mechanik a později se stal expertem na videotechniku a elektrotechniku. Měl slovenské i švýcarské občanství. Byl členem SLS.
Zemřel v roce 2013 ve věku třiasedmdesáti let.